# Taglio saltuario
Il taglio saltuario (detto anche taglio a scelta colturale) è la forma di trattamento della fustaia disetanea che consiste nel prelievo di una parte degli alberi presenti nel bosco così che il terreno non rimanga scoperto.

## Uso in selvicoltura
I tagli vengono effettuati a ciclo breve e gli individui da abbattere vengono scelti non solo in base al loro valore economico ma anche alla struttura del bosco, che deve restare rigorosamente disetanea (quindi non si tagliano, per esempio, tutti i grandi esemplari di alto valore commerciale lasciando il solo novellame). La rinnovazione naturale (in genere abbondante) avviene "a buche" e le plantule si insediano negli spazi lasciati dalle piante abbattute.
Questa forma di trattamento è originaria della regione alpina dove è verosimilmente nata nell'ambito di aziende rurali di piccole dimensioni nelle quali ogni anno o quasi era necessario prelevare dal bosco una certa quantità di legname.
I boschi che meglio si prestano al trattamento a taglio saltuario sono quelli misti di abete bianco, abete rosso e faggio.

## Impatto ambientale
Questa tecnica nel tempo si è evoluta e perfezionata così da rappresentare un buon trattamento che consente la utilizzazione del bosco disetaneo assicurandone nel contempo la conservazione.
Il fatto che il suolo non resta mai scoperto (con seri rischi di erosione che possono portare alla perdita del suolo, all'emersione della roccia madre e, in casi estremi, alla desertificazione) e che si mantiene una struttura forestale disetanea (che favorisce grandemente la fauna e la varietà delle specie vegetali del sottobosco rispetto alle fustaie coetanee) fa sì che sia una forma di trattamento molto ecocompatibile e spesso utilizzata nell'ambito di zone protette.